# Terremoto de Basilea de 1356

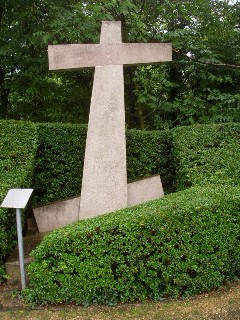
Erdbebenkreuz ("Cruz del terremoto") en Reinach

El terremoto de Basilea de 1356 es el acontecimiento sismológico más significativo que ocurrió en la Europa central en la historia documentada.Ocurrió en la noche del 18 de octubre de 1356 y destruyó la ciudad de Basilea, Suiza, situada cerca del extremo meridional de la llanura del Rin Superior, y causó mucha destrucción en una vasta región que se extiende hasta Francia y Alemania. Aunque los grandes terremotos son comunes en los bordes sísmicamente activos de las placas tectónicas en Turquía, Grecia e Italia, los terremotos del interior de las placas son acontecimientos muy raros en la Europa central: según el Servicio sismológico suizo, de más de 10 000 terremotos en Suiza a lo largo de los 800 años pasados, solo media docena de ellos han registrado más de 6.0 en la escala de Richter.
El epicentro estuvo en Alemania, en el valle del Rin Superior entre Waldkirch y St. Peter en Breisgau-Hochschwarzwald. 
El terremoto llegó a sentirse en Zúrich, Constanza e incluso en Île-de-France. La máxima intensidad sísmica registrada en la escala MSK fue de IX–X. Destacadamente, el mapa macroseísmico fue establecido sobre la base de los daños relatados en los 30-40 castillos de la región. De estos datos macroseísmicos, la magnitud Mw del terremoto se calcula en alrededor de 6.2 a 6.5, aunque otras fuentes hablan de que el sismo pudo haber sido de hasta 7.1 grados Mw.